# Georgius Berelius
Georgius Magni Berelius Oelandus, född 1641 i Kalmar, död 7 januari 1676, var en svensk professor.
Georgius Berelius var son till Magnus Birgeri Berelius och Katarina Jansdotter. När Georgius föddes var fadern slottspredikant på Kalmar slott. Fadern blev så småningom prost och kyrkoherde i Hulterstad på Öland. Brodern Johan Berelius var lagman och adlades 1692 med namnet Stierneroos.
Sonen Georgius Berelius inskrevs 1658 vid Uppsala universitet, där han 1664 promoverades till filosofie magister. Därefter begav han sig till Tyskland, studerade i två år teologi vid universitetet i Jena, orientaliska språk i Leyden, blev därpå sällskap till baron Lars Sparre på dennes peregrination till Italien, och besökte sedan flera andra europeiska länder. Hemkommen till Sverige utsågs han 1672 till extra ordinarie teologie professor i Uppsala, varmed han även förordnades till pastor i Gamla Uppsala, och 1674 fick han en ordinarie professur i logik och metafysik. Han avled emellertid redan två år därefter. Utnämningen till den ordinarie professuren gick till genom att professorn i grekiska, Samuel Skunck, fick professuren i teologi, medan professorn i logik och metafysik, Petrus Aurivillius, blev professor i grekiska, varmed Berelius fick ta den senares post.
Under tiden som professor i logik och metafysik var Berelius preses för en avhandling med Olaus Reppler som respondent, De insectis (1675), vilket var det första svenska verk som uteslutande behandlar djur. Avhandlingen uppehåller sig vid insekternas uppkomst, och frågan gäller om de skapades i Paradiset som de andra djuren, tidigare än detta eller senare. Samma år var Berelius preses för avhandlingen De indulentiis papalibus.
Berelius gifte sig 1664 med Maria Stigzelia som 1675 adlades med namnet Lilljemarck. Hon var dotter till ärkebiskop Laurentius Stigzelius och Kristina Bure, biskop Jacobus Johannis Zebrozynthius dotter och tillhörande Bureätten. Hustrun gifte sedermera om sig med professor Henricus Schütz.